# ANBO-VIII
ANBO-VIII (рус. АНБО-VIII, от акронима Antanas Nori Būti Ore — Антанас хочет быть в воздухе) — литовский многоцелевой штурмовик-бомбардировщик, разработанный и построенный Антанасом Густайтисом в единственном экземпляре в 1938-1939 годах.

## История создания

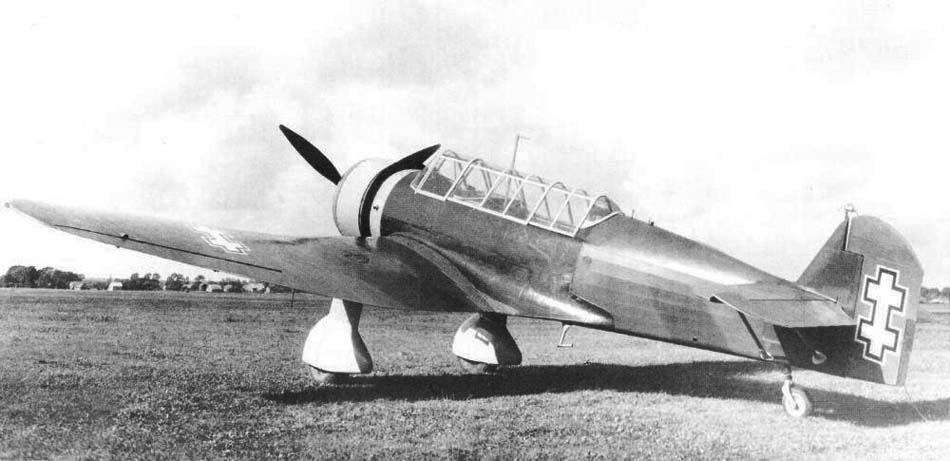
ANBO-VIII на испытаниях в Каунасе

Разработкой многоцелового штурмовика-бомбардировщика АНБО-VIII занимался литовский конструктор Антанас Густайтис. Самолет предназначался для выполнения ударных операций в роли штурмовика, легкого бомбардировщика, а также проведения разведки. Первый полет АНБО-VIII состоялся 5 сентября 1939 года. Испытания самолёта проходили с 5 сентября по 22 ноября 1939 года, однако на вооружение принят не был, так как Литва была оккупирована СССР.
ANBO-VIII является последним сконструированным в Литве самолётом военного назначения.

## Описание конструкции
ANBO-VIII представлял из себя моноплан с низкорасположенным крылом с закрытой кабиной и неубирающимся шасси в обтекателях.

## Тактико-технические характеристики
Источник данных: http://www.airwar.ru/enc/aww2/anbo8.html

Технические характеристики
- Экипаж: 2
- Длина: 9,5 м
- Размах крыла: 13,5 м
- Высота: 3,68 м
- Площадь крыла: 30 м^2
- Масса пустого: 2,3 т
- Нормальная взлётная масса: 3,7 т
- Силовая установка: 1 шт. × Bristol Pegasus XVIII
- Мощность двигателей: 1 шт. × 930 л.с.

Лётные характеристики
- Максимальная скорость: 411 км/ч
- Крейсерская скорость: 366 км/ч
- Практическая дальность: 600 км
- Практический потолок: 9000 м
- Скороподъёмность: 500 м/мин

Вооружение
- Стрелково-пушечное: пять 7,7-мм пулеметов Viсkers
- Бомбы: 600 кг в бомбоотсеке или 400 кг на подкрылевых узлах подвески

## Эксплуатанты
- Литва